# Schoolgebouw Quebecstraat
Het Schoolgebouw Quebecstraat is een ontwerp van Emiel Van Averbeke, gelegen in de Antwerpse wijk Luchtbal.

## Geschiedenis
In 1931 werden de eerste plannen ingediend voor de bouw van het complex. In een ministerieel besluit van minister R. Petijean werden de voorschriften opgenomen waar het gebouw aan moest voldoen. Het uiteindelijke ontwerp is van hoofdstadsbouwmeester Emiel van Averbeke. De uitvoering gebeurde in twee fases. De eerste fase werd voltooid en ingehuldigd in 1938 door toenmalig burgemeester Camille Huysmans, de tweede fase in 1941.
Tijdens WOII werd het gebouw gebruikt door Duitse bezettingstroepen en in 1944 door Amerikaanse troepen. De klassen werden toen ondergebracht in noodbarakken. Vanaf 1945 wordt het gebouw gebruikt door het onderwijs.
In 2007 werd een onderzoek gestart om het gebouw het statuut van beschermd erfgoed te geven. In 2009 werd dit effectief beschermd erfgoed.

## Zwembad
Het gebouw beschikt over een zwembad. Hier zijn nu nog veel van de originele elementen bewaard gebleven. Het zwembad wordt gebruikt door de leerlingen van de school zelf en door leerlingen van scholen uit de omgeving.
In 2011 werd gevreesd dat het zwembad zijn deuren moest sluiten. Er moesten verplichte renovatiewerken gebeuren, waar geen budget voor uitgetrokken was. Door protest van de school en buurtbewoners is er toch geld vrijgemaakt en kon het zwembad open blijven.

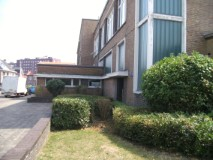
Achterkant
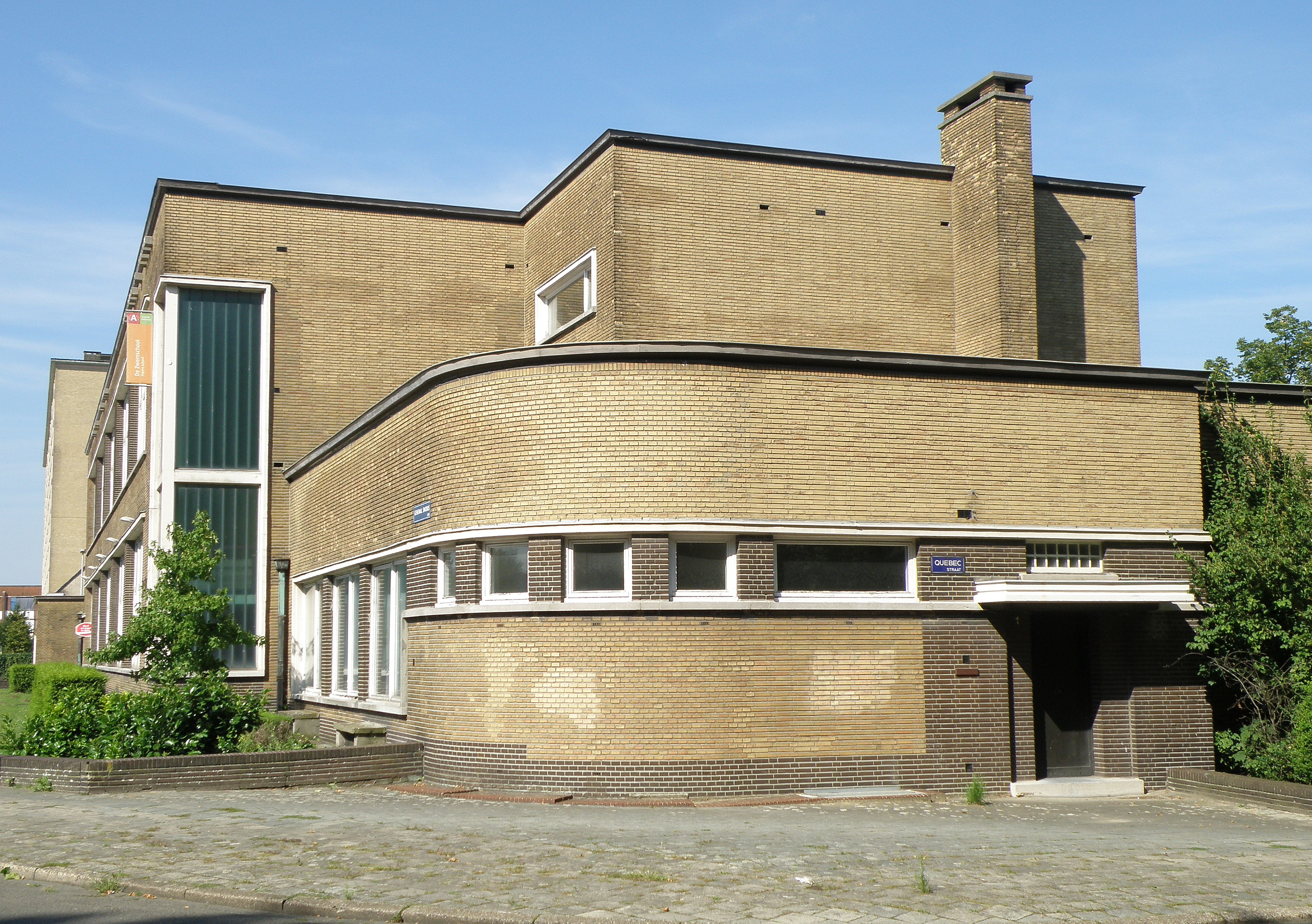
Linkervleugel
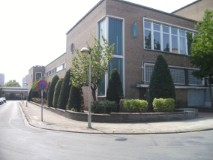
Rechtervleugel